# Дершовиц, Цви

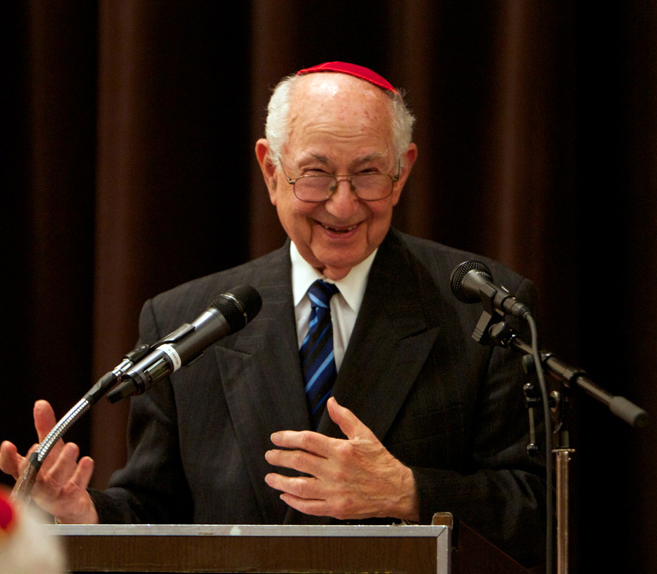
Речь в Мужском клубе Синайский храм (Лос-Анджелес), 2012 год

Цви Дершовиц (4 мая 1928, Брно — 2023, Лос-Анджелес, Калифорния) — американский раввин чешского происхождения, на протяжении 50 лет служивший в Синайском храме в Лос-Анджелесе.

## Ранние годы
Дершовиц родился в Брно, Чехословакия, в 1928 году. В 1938 году, всего за 33 дня до вторжения нацистов, Дершовиц бежал из страны вместе со своей семьёй (когда ему было всего 10 лет). 2 февраля 1939 года Цви эмигрировал в Нью-Йорк вместе со своими родителями Аароном и Рут, а также сестрой Лили. Они поселились в Бруклине, в районе Уильямсберг. Там он выучил английский язык, посещал Месивта Тора Водаат и в 1953 году был рукоположен в сан раввина в ортодоксальном иудаизме. Однако на протяжении всей своей жизни Дершовиц был связан с консервативным иудаизмом и считал себя консервативным раввином. 
В 1949 году Дершовиц провёл год, обучаясь в Иерусалиме, где помогал еврейским беженцам из Йемена и других мест на территории недавно созданного Государства Израиль. Дершовиц встретил свою жену Тову во время вербовки в Итаке, штат Нью-Йорк, для лагеря Солей. Они поженились в 1953 году.

## Карьера
Позже Дершовиц стал раввином в храме Бет-Шалом в Канзас-Сити, штат Миссури, а затем переехал в Сент-Пол, штат Миннесота, где стал раввином в храме Аарона. Позже он руководил многими еврейскими летними лагерями, включая лагерь Герцля в Висконсине с 1954 по 1961 год, лагерь Алоним/институт Брандейса-Бардина (BCI) в Сими-Вэлли, штат Калифорния, с 1961 по 1963 год, а также руководил лагерем Рамах в Калифорнии в течение 10 лет, с 1963 по 1973 год, что сделало его директором с самым большим стажем работы в истории этого лагеря. 

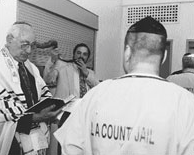
Проведение богослужений в Башни-близнецы (исправительное учреждение) и Центральной мужской тюрьме в Лос-Анджелесе 21 сентября 2000 года, незадолго до Рош ха-Шана (еврейского Нового года)

В 1973 году Дершовиц стал помощником раввина Синайского храма. Он оставался на этой должности в течение 25 лет, прежде чем в 1998 году стал почётным раввином синагоги. Он также много раз исполнял обязанности главного раввина синагоги, в том числе за год до того, как был нанят раввин Дэвид Вольпе. За время своей работы в Синайском храме он помог иранским евреям, бежавшим из своей страны, получить въезд в Соединённые Штаты в 1979 году. Дершовицу приписывают гостеприимство и помощь в принятии их в общество, а также помощь в адаптации к жизни в Америке. Дершовиц, сам иммигрант, сказал: «Я считаю, что каждый еврей несёт ответственность за каждого другого еврея». Дершовицу также приписывают служение прихожанам во времена кризиса. Он вышел на пенсию после 25 лет служения на кафедре и продолжил служить в качестве почётного раввина общины, что сделало его самым долгослужившим раввином в истории Синайского храма. Дершовиц продолжал работать с учениками, готовящимися к бар/бат-мицве в синагоге, а также проводил мероприятия жизненного цикла, включая наречение детей, свадьбы и похороны.
На протяжении многих лет Дершовиц также служил капелланом местного Совета раввинов Южной Калифорнии в тюремной системе Лос-Анджелеса.

## Личная жизнь
Дершовиц был родственником профессора права Гарвардского университета Алана Дершовица. У Дершовица и его покойной жены Товы было четверо детей, девять внуков и семь правнуков.
Дершовиц умер 26 марта 2023 года в возрасте 94 лет.